# Westuveanische Sprache
Westuveanisch (auch Uveanisch oder vernakulär Fagauvea, französisch Faga Ouvéa) ist eine vom Aussterben bedrohte polynesische Outlinersprache, die auf der Insel Uvea, in der Loyalitäts-Inselgruppe von Neukaledonien, gesprochen wird.
Es stand lange Zeit in Kontakt mit der Sprache Iaai und den anderen ozeanischen Sprachen, die auf der Insel gesprochen wurden.
Westuveanisch hat nur noch 1.110 Sprecher mit sinkender Tendenz, da es aufgrund der strikten französischen Sprachpolitik – welche nur die französische Sprache erlaubt und einheimische Sprachen diskriminiert – stark vom Aussterben bedroht ist. So ist in Neukaledonien nur Französisch als Amts- und Unterrichtssprache zugelassen, Westuveanisch hat keinerlei offiziellen Status als National-, Regional- oder Minderheitensprache. Sie kann nicht in den Schulen gelehrt werden und hat keine Verwendung in der Medienlandschaft des von Frankreich kontrollierten Gebietes.

## Etymologie
Die Westuveanisch-Sprecher selbst designieren ihre Sprache mit dem Namen Fagauvea, welches gleichzeitig der Name ist, den die frankophonen Neukaledonier verwenden. Der Name Westuveanisch, welcher im Deutschen verwendet wird, unterscheidet die Sprache vom eng verwandten Ostuveanischen – auch Wallisianisch genannt, das auf der Insel Wallis (Uvea) gesprochen wird.